# ウィールデン
座標: 北緯50度59分56秒 東経0度12分43秒 / 北緯50.999度 東経0.212度
ウィールデン（英語: Wealden）は、イングランド南東部イースト・サセックス州にある非都市ディストリクト。名前の由来はウィールド地方から。1974年4月1日、ヘイルシャムとアックフィールドという2つの地方ディストリクト・カウンシルが合併して成立した。

## 政治・行政
議会選挙は4年に1度開催され、45議席を選出する。1973年の第1回選挙からほぼ全ての期間で保守党が多数派を維持している。

## 地理
ウィールデンはイースト・サセックス州の中央部に位置し、ケント州、サリー州、ウェスト・サセックス州と接する。また東側でロザー・ディストリクト、西側でルイス・ディストリクトと接する。南側でイギリス海峡に面しており、イーストボーン・ディストリクトを抱え込む形になっている。

### 主な町・村
- ヘイルシャム（英語版） - 庁舎所在地
- クロウバラ
- ペヴェンジー
- ポールゲート
- アックフィールド（英語版）

### 隣接する自治体
- イースト・サセックス州
  - ロザー
  - イーストボーン
  - ルイス
- ケント州
  - セブノークス（英語版）
  - タンブリッシュ・ウェルズ（英語版）
- サリー州
  - タンドリッジ（英語版）
- ウェスト・サセックス州
  - ミッド・サセックス

### 地形
- ハイ・ウィールド（英語版）
- 河川
  - ウース川（英語版）
  - カックメア川（英語版）
  - ロザー川（英語版）
- 丘陵 - サウス・ダウンズ丘陵（英語版）
- 盆地 - ウィールデン盆地

## 交通
道路
- A22号線（英語版）
- A26号線（英語版）
- A259号線（英語版）
- A267号線（英語版）

鉄道
- イースト・コーストウェイ線（英語版）